# Blue Hawaii (musikalbum)
Blue Hawaii är det fjärde soundtrackalbumet och det fjortonde albumet totalt av den amerikanske sångaren och musikern Elvis Presley, släppt av RCA Victor i både mono och stereo (LPM/LSP 2426) den 20 oktober 1961. Det utgör soundtracket till filmen med samma namn från 1961, där Elvis Presley spelade huvudrollen. Inspelningarna ägde rum den 21–23 mars 1961 i Radio Recorders studio B i Hollywood, Kalifornien.
Albumets mest framträdande låt var "Can't Help Falling in Love", som kom att bli en av de låtar som starkast förknippas med Elvis Presley. Den gavs också ut på singel tillsammans med "Rock-A-Hula Baby", och nådde andra plats på Billboards singellista i USA med en försäljning där på över en miljon exemplar.
Albumet nådde stor framgång och toppade Billboard 200-albumlistan i USA i 20 veckor under de 79 veckor – omkring ett och ett halvt år – som det låg på listan. Det gör det till det näst mest framgångsrika albumet under hela 1960-talet sett till antalet veckor på förstaplatsen, överträffat endast av West Side Story. På den konkurrerande Cashboxlistan i USA låg albumet på förstaplatsen i 15 veckor. I Storbritannien toppade det UK Albums Chart i 18 veckor.
Albumet sålde två miljoner exemplar under det första året, varav 1,5 miljoner exemplar i USA. Det kom så småningom att certifieras 3 × platina av Recording Industry Association of America (RIAA) för tre miljoner sålda exemplar i USA. Det blev Elvis Presleys mest sålda album under hans livstid.

## Bakgrund
Efter sin tvååriga militärtjänstgöring återvände Elvis Presley till USA från Västtyskland i mars 1960 och återetablerade sig snabbt genom att fortsätta göra inspelningar av god kvalitet. Under 1960 och 1961 förblev det musikaliska klimatet relativt oförändrat, utan några större nya trender, även om förändringar snart var i antågande. Inspelningarna höll generellt hög klass, men vissa spår levde inte upp till den nivå Elvis tidigare satt för sig själv. Filmerna och tillhörande soundtrack höll fortfarande en anständig standard. I februari 1961 gav Elvis två välgörenhetskonserter i Memphis, följda av en tredje i Hawaii i mars. Dessa blev hans sista liveframträdanden på åtta år.

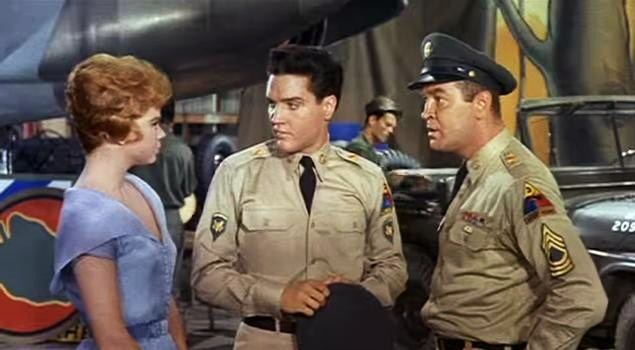
Trailer för filmen G.I. Blues.

I mars 1961 befann sig Elvis Presley i inspelningsstudion för två viktiga sessioner – dels för studioalbumet Something for Everybody, dels för soundtracket till Blue Hawaii. Båda albumen kom att toppa försäljningslistorna. År 1961 blev Elvis sista med en nästan obruten framgångsvåg. Singlarna fortsatte att sälja bra, med fem topp-fem-placeringar. "Are You Lonesome Tonight" låg totalt sex veckor på förstaplatsen på singellistan i USA fram till januari 1961 och "Surrender" blev hans femte raka listetta i mars. "I Feel So Bad", en återgång till rhythm and blues, nådde femte plats. I september nådde både "His Latest Flame" och dess B-sida "Little Sister" topp fem, vilket gjorde singeln till hans mest framgångsrika dubbelsidiga släpp under 1960-talet. "Can't Help Falling in Love", en storslagen ballad från Blue Hawaii, blev en av Elvis mest älskade signaturlåtar och nådde andraplatsen i USA. Även första singeln 1962, "Good Luck Charm", nådde förstaplatsen.
Som första film efter militärtiden spelade Elvis in för Paramount Pictures den lättsamma musikaliska komedin G.I. Blues, vilken blev en stor framgång – liksom soundtracket. De två efterföljande filmerna för 20th Century Fox, Flaming Star och Wild in the Country, var konstnärligt mer ambitiösa, med färre sånger, vilket dock resulterade i lägre publiksiffror. Med den nya Paramount-filmen Blue Hawaii återvände Elvis till den musikaliska komedin, men denna gång i en produktion som helt kretsade kring honom och utan etablerade motspelare. Filmen bjöd på natursköna miljöer, glamour och hela 14 sånger – fler än i någon annan av hans filmer. Blue Hawaii blev Elvis näst mest inkomstbringande film någonsin och soundtrackalbumet det mest sålda under hans livstid, möjligen med undantag för Elvis' Christmas Album och Aloha from Hawaii: Via Satellite. När studioalbumen Elvis Is Back! (1960) och Something for Everybody (1961) inte sålde i närheten av Blue Hawaii blev den fortsatta vägen utstakad mot fler musikaliska komedier i samma stil – vilket utvecklades till en egen genre, Elvis-filmen, med Elvis som den ende sångaren i filmen.

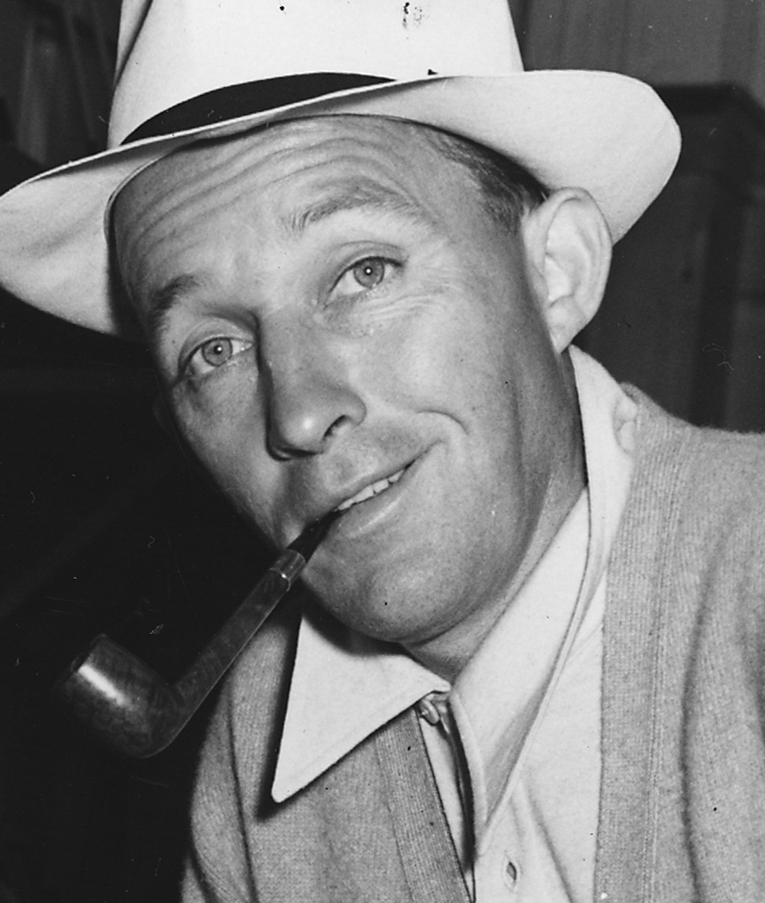
Bing Crosby, som genom filmen Waikiki Wedding 1937 populariserade "Blue Hawaii".

Femton låtar spelades in för filmen, varav 14 användes både i filmen och på albumet. Resultatet blev ett av Elvis mest populära och framgångsrika album. Inom ett år hade det sålt två miljoner exemplar globalt. Temat var hawaiianskt, och flera traditionella instrument användes, men låtmaterialet spände över flera genrer: poprock ("Rock-A-Hula Baby"), komiska nummer ("Ito Eats", "Slicin' Sand") och romantiska ballader ("Can't Help Falling in Love"). Albumet innehöll både gamla hawaiianska sånger som "Aloha Oe" och coverlåtar som titelspåret "Blue Hawaii" – ursprungligen inspelat av Bing Crosby 1937 – samt nyskrivet material från Hill & Range, exempelvis "Beach Boy Blues". "No More" var en latininspirerad sång baserad på folkvisan "La Paloma". "Can't Help Falling in Love" gavs ut som singel tillsammans med det enda spåret på albumet som närmar sig rock'n'roll – "Rock-A-Hula Baby".

## Inspelningarna och albumet
Inspelningarna ägde rum den 21–23 mars 1961 i Radio Recorders studio B i Hollywood, där gitarristen Tiny Timbrell och pianisten Dudley Brooks som vanligt fanns på plats. Producenterna hade även anlitat den välkände studiotrummisen Hal Blaine, som var specialist på slagverk med exotisk klangfärg, Bernie Lewis och Fred Tavares på ukulele, Alvino Rey på hawaiigitarr samt George Fields på munspel. Som backupgrupp hade den hawaiianska sånggruppen The Surfers engagerats.
Filminspelningen av Blue Hawaii på plats i Hawaii skulle samordnas med en välgörenhetskonsert där. Stora delar av Elvis studioband i Nashville skulle ackompanjera honom vid konserten, och eftersom deras resa till Hawaii gick via Kalifornien blev de även tillgängliga för inspelningen av musiken till filmen. Därför anslöt också Hank Garland och Scotty Moore på gitarr, Bob Moore på bas, D.J. Fontana och Bernie Mattinson på trummor, Floyd Cramer på piano, Boots Randolph på saxofon samt The Jordanaires på bakgrundssång.

## Komposition, stil och texter

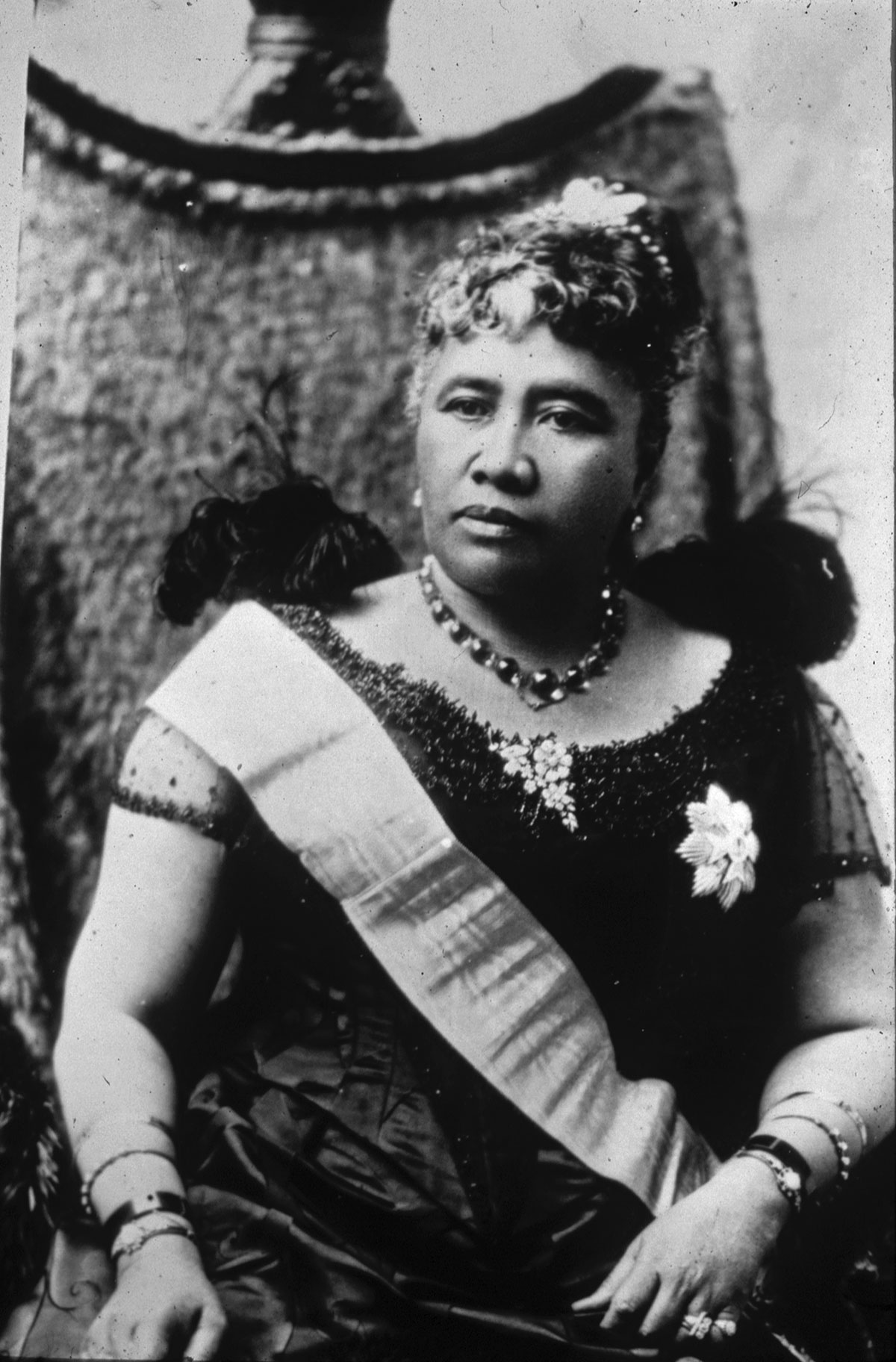
Målning av drottning Liliʻuokalani av Hawaii, som komponerade "Aloha Oe".

"Hawaiian Sunset" var en nyskriven melodi av Sid Tepper och Roy C. Bennett, och den första av totalt fem låtar som de bidrog med till filmen. Den var mer i stil av en pastisch på den äldre typ av låtar som Bing Crosby hade populariserat tre årtionden tidigare. Elvis Presley spelade in låten som första nummer på eftermiddagen tisdagen den 21 mars 1961 i Radio Recorders studio B i Hollywood, och den slutliga mastern är en sammanslagning av tagningarna 4 och 7.
Låten ligger väl i linje med albumets tema, med en avslappnad, melodiskt vacker och svävande melodi, nästan sövande i sin verkan, samt en text som målar upp det hawaiianska landskapets skönhet. Inspelningen är arrangerad i en ovanligt hög tonart för Elvis, vilket tillät honom att använda sin mjukare röstklang och ett bredare vibrato; trots detta höll han igen, även om han stundtals var nära att sjunga i falsett.

"Aloha Oe", "Farväl till dig", är en traditionell hawaiiansk sång, skriven av Liliʻuokalani, den sista regerande monarken i Hawaii. Den hade tidigare spelats in av flera amerikanska artister. Låtens intro består av ett traditionellt reciterande på hawaiiska, över vilket Boots Randolph får sin saxofon att låta polynesisk. The Surfers fortsätter sången på hawaiiska, och först efter halva låten träder Elvis in och sjunger till den inhemskt inspirerade instrumenteringen, delvis på hawaiiska och delvis på engelska. Första delen med the Surfers spelades in två dagar senare, den 23:e.

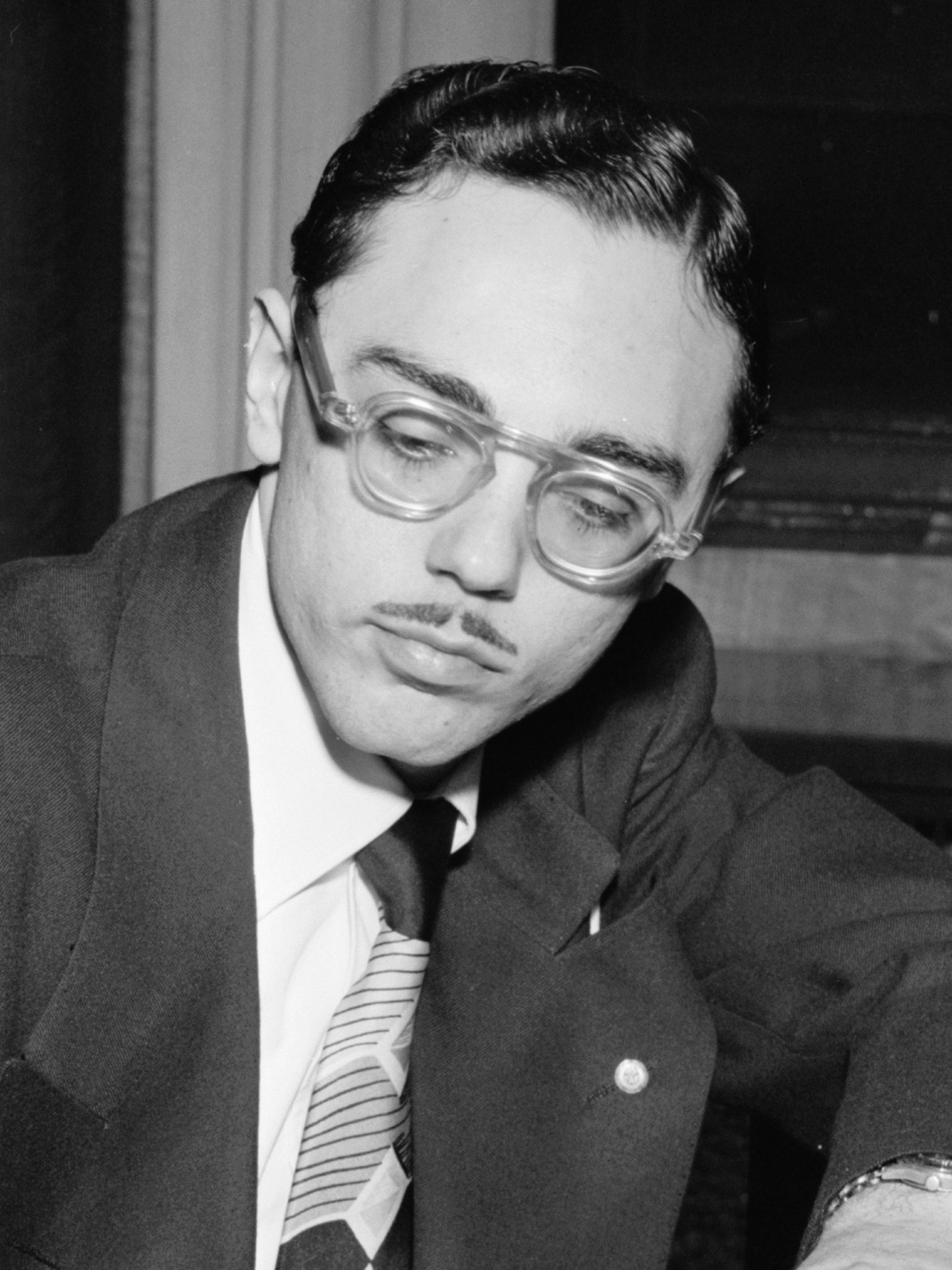
George David Weiss, medkompositör till både "Ku-U-I-Po" och "Can't Help Falling in Love".

"Ku-U-I-Po" var, trots att den gav intryck av äldre hawaiiansk musik, en nykomposition av låtskrivartrion George David Weiss, Hugo Peretti och Luigi Creatore. Det var en enkel men uttrycksfull ballad i klassisk Elvisstil, blandad med hawaiianska toner. Den hade en tilltalande, svävande melodi och Elvis sjöng den med en särskild ömhet i rösten. Han skulle återvända till den 1973 som en av de låtar han framförde för den utökade amerikanska sändningen av Aloha from Hawaii, efter att den direktsända satellitkonserten var över.

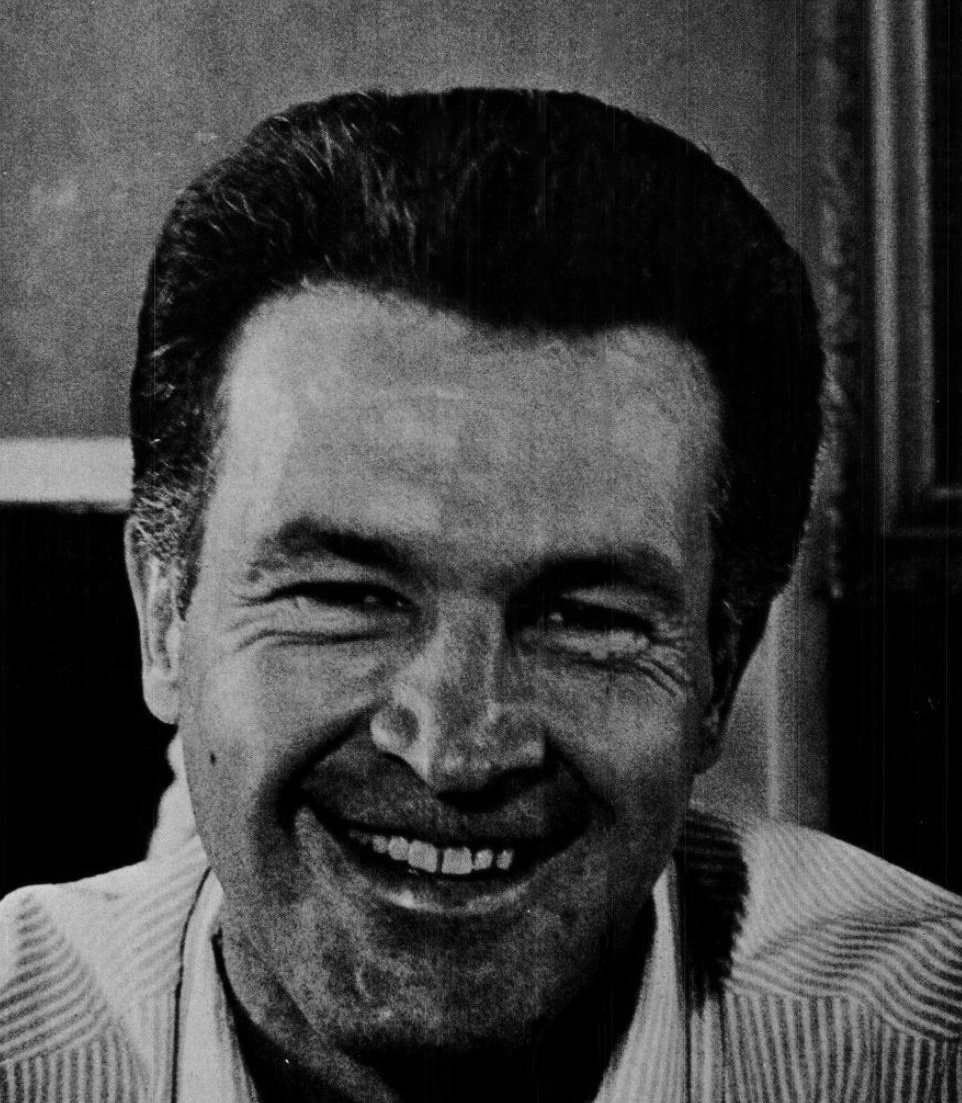
Don Robertson, som tillsammans med Hal Blair skrev den engelska texten till Sebastián Yradiers "La Paloma", med titeln "No More".

"No More" var en låt med samma melodi som den populära spanska folkvisan "La Paloma", skriven av den spanske kompositören Sebastián Yradier, men med en nyskriven engelsk text av Don Robertson och Hal Blair. Det rörde sig om en melodisk ballad där Robertsons välutvecklade känsla för det romantiska kom till uttryck i en text som inte hade någon direkt anknytning till Hawaii. "No More" var en av de låtar som engagerade Elvis mest, och den gav honom tillfälle att sjunga med den latinska anstrykning han vid denna tid var särskilt förtjust i.
Han använde en kraftfullare röst här än i stora delar av sessionen i övrigt och utnyttjade den krävande melodin och tonartsbytet till fullo. I slutet sjöng han mjukt i sitt högsta register innan han på sista tonen sömlöst övergick till en fylligare, kraftigare röst. Den färdiga mastern klipptes samman från tagning 13 och slutet av tagning 16. Elvis framförde också "No More" efter att satellitkonserten Aloha from Hawaii formellt avslutats, även om låten inte inkluderades i den utökade version av showen som visades i USA.

"Slicin' Sand" var det andra bidraget av låtskrivarduon Sid Tepper och Roy C. Bennett. Den kan betraktas som en lättsmält och oförarglig låtsas-rock'n'roll-låt, och introducerade en dans med samma namn som dock aldrig slog igenom. Elvis inspelning som sista låt på kvällen den 21:a gjordes med gott humör, även om texten ofta beskrivs som nonsensartad.

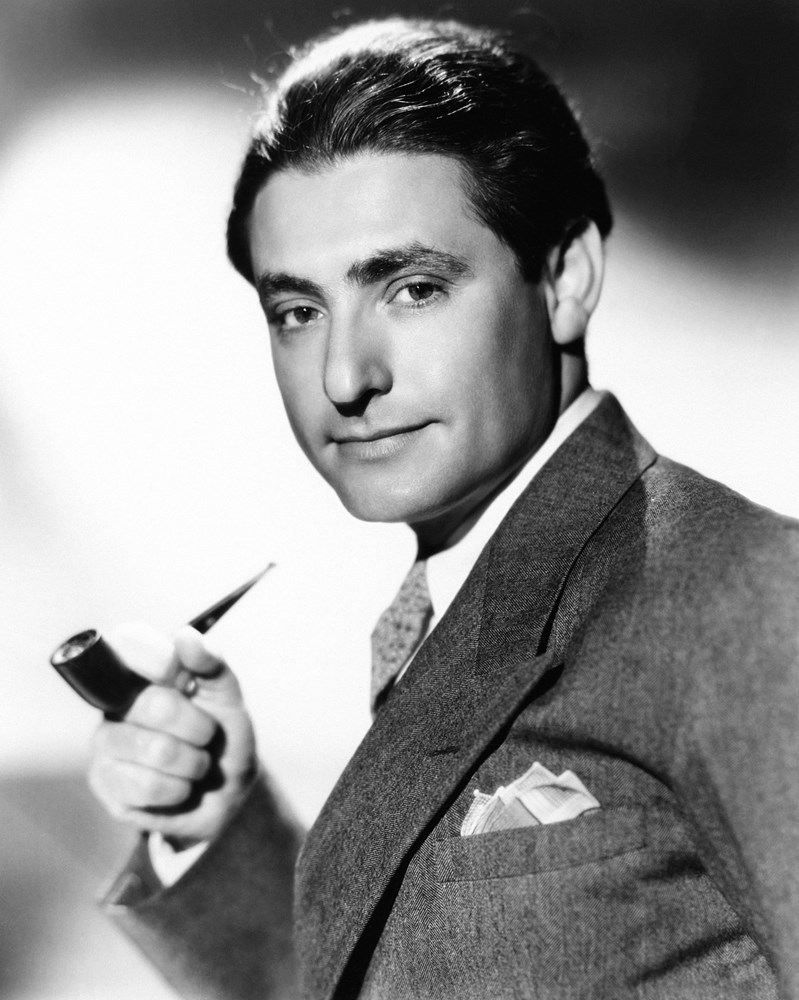
Leo Robin, som tillsammans med Ralph Rainger skrev "Blue Hawaii".

"Blue Hawaii" var den första låt som spelades in under den andra inspelningsdagen den 22 mars. Låten hade skrivits av Leo Robin och Ralph Rainger och populariserats av Bing Crosby på 1930-talet. Denna hawaiianska popklassiker blev en passande titelsång. Balladen, med steelgitarr och ukulele i förgrunden, förmedlar en avslappnad hawaiiansk känsla. Elvis sånginsats har beskrivits som ett exempel på hans strävan att uppnå skönhet i röstklangen, med full kontroll och precision. Han framförde även "Blue Hawaii" för att inkluderas i den utökade version av Aloha from Hawaii som sändes i USA i april 1973.

"Ito Eats" var Sid Teppers och Roy C. Bennetts tredje bidrag till filmen. Det är ett typiskt calypsonummer från tiden, och den mest udda låten på albumet. Den har beskrivits som en tramsig, bagatellartad nonsenslåt – en skämtlåt som enligt vissa bedömare saknar funktion både i filmen och på skivan.

"Hawaiian Wedding Song" skrevs av Al Hoffman, Charles E. King och Dick Manning. Det är en klassisk ballad som populariserades under 1930-talet och användes vid lokala eller tematiska ceremonier. Med engelsk text hade den nyligen varit en hit med Andy Williams. I denna hawaiianska popklassiker sjunger Elvis vissa partier på engelska och andra på hawaiiska. Hans framförande är ömsint, med varm klang och med utnyttjande av hela sitt röstomfång. Under 1970-talet återkom han till låten vid flera konserter, och den spelades också in utan publik för att ingå i den amerikanska versionen av Aloha from Hawaii 1973.

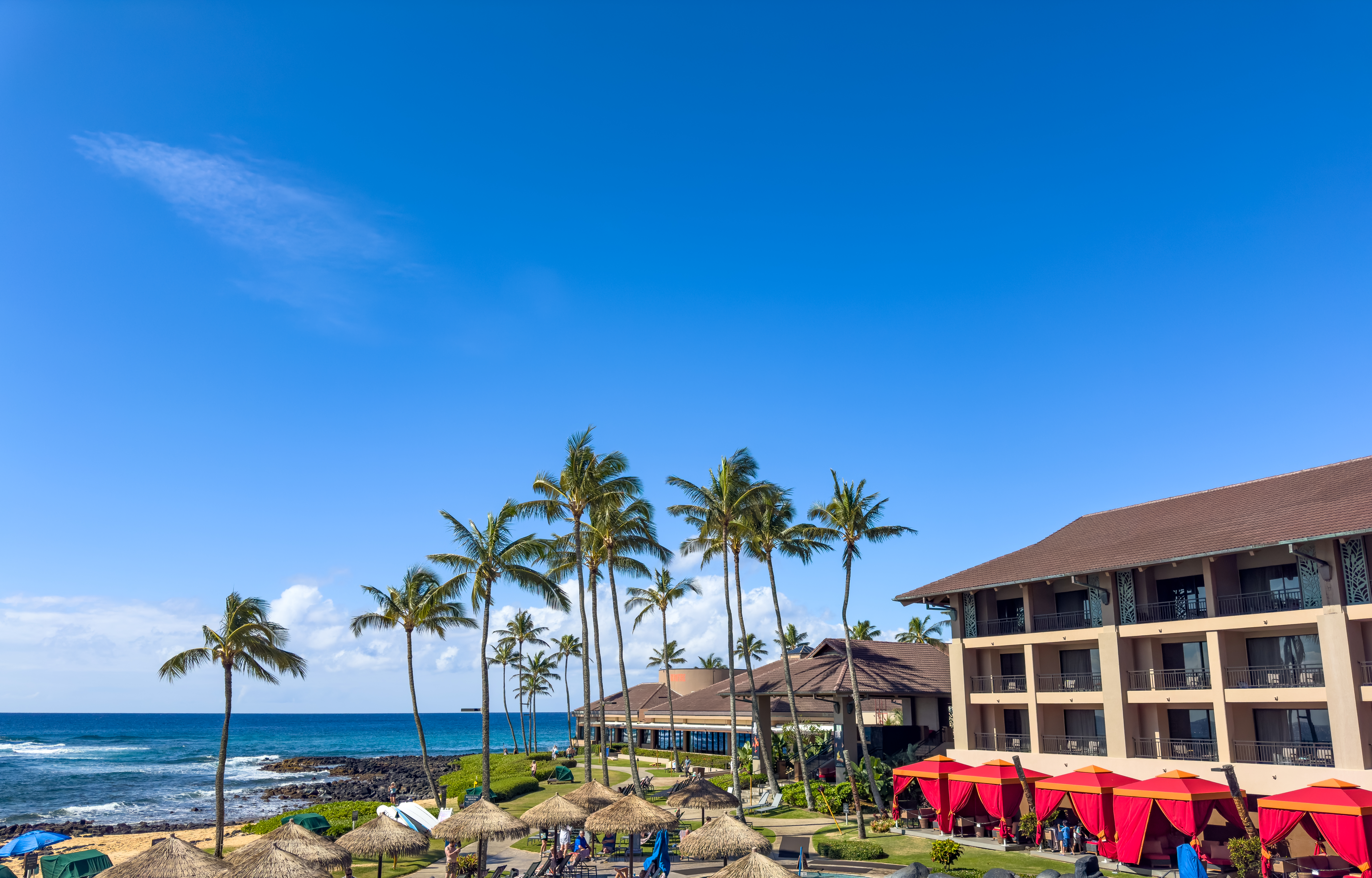
Ön Kauai, som Sid Tepper och Roy C. Bennett tillägnade låten "Island of Love".

"Island of Love", om kärlekens ö Kauai, var Sid Teppers och Roy C. Bennetts fjärde bidrag som spelades in till filmen. Det är en stillsam ballad utan några särskilt utmärkande drag eller någon särskilt minnesvärd refräng, och med ett återhållsamt instrumentalt avsnitt som inte kom med i filmversionen.
"Steppin' Out of Line", skriven av Fred Wise, Ben Weisman och Dolores Fuller, ströks ur filmen och kom inte med på albumet. I stället togs den med på albumet Pot Luck.

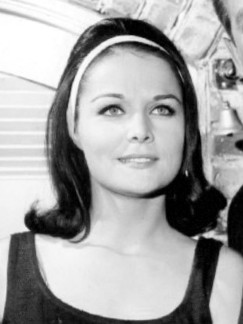
Joan Blackman, som spelade mot Elvis Presley i filmen och kommenterade hans ursäkter i "Almost Always True" – något som inte kom med på albumversionen.

"Almost Always True" var ett bidrag från Fred Wise och Ben Weisman, med en melodi som bygger på den traditionella franska barnvisan "Alouette". Det är ett glatt och medryckande nummer med ett underhållande arrangemang där antalet taktslag före ordet "almost" ökar för varje vers. Låten inleds med ett längre intro där Boots Randolph spelar saxofon, vilket han också gör i de långa solopartierna. Texten är klichéartad och skämtsam, men eftersom skämten bygger på repliker från motspelerskan Joan Blackman i den duettliknande filmversionen – och hennes del saknas på albumversionen – uteblir också poängen.

"Moonlight Swim", av Ben Weisman och Sylvia Dee, var sist ut den andra inspelningsdagen. Den hade tidigare utkommit med flera artister. Det var en ballad som gavs en viss hawaiiansk prägel, men arrangemanget – med kvinnlig bakgrundssång i form av en nästan duettliknande insats, pålagd i efterhand – har kritiserats för att vara konstlad och överdriven och för att ha förstört sången.

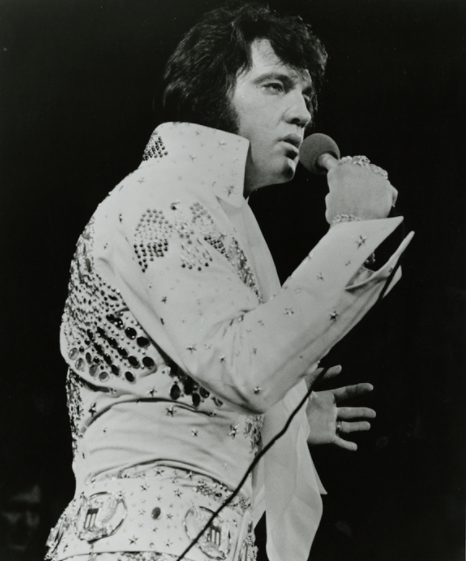
Elvis Presley under satellitkonserten Aloha from Hawaii 1973, som han avslutade med "Can't Help Falling in Love".

"Can't Help Falling in Love" skrevs särskilt för filmen Blue Hawaii av låtskrivarna Hugo Peretti, Luigi Creatore och George David Weiss, vilka också låg bakom "Ku-U-I-Po" och titellåten till Wild in the Country (1961). Låtskrivarna hade fått höra av Elvis musikförlag Hill & Range att scenen i filmen där Elvis återvänder från Europa med en speldosa till sin flickväns mormor behövde en sång med europeisk prägel. De hämtade därför inspiration från den franska kärlekssången "Plaisir d'Amour" ("Kärlekens glädje") från 1784, komponerad av den franske klassiske tonsättaren Jean Paul Égide Martini, när de skapade "Can't Help Falling in Love". Sambandet med den franska sången är dock svagt. De skrev en ny text där endast vissa fraser påminner om dem i "Plaisir d'Amour", och melodin verkar mer ha fungerat som inspiration än som musikalisk förlaga.
"Can't Help Falling in Love" var den första låt som spelades in under den sista inspelningsdagen den 23 mars. Det var en låt som intresserade Elvis. När han med ambition och koncentration efter 29 tagningar var klar med inspelningen, tycktes han redan förstå att han hade skapat en verklig romantisk klassiker. Framförandet är enkelt och återhållsamt – innerligt och uppriktigt, utan dramatisk höjdpunkt. Elvis sång är både kraftfull och intim, inramad av The Jordanaires stämsång. Arrangemanget framhäver det romantiska i balladen.
Låten, som gavs ut på singel tillsammans med "Rock-A-Hula Baby", sålde i över en miljon exemplar i USA, nådde andra plats på Billboards singellista och blev en stor internationell hit. "Can't Help Falling in Love" kom att bli något av en signaturlåt för Elvis. Han framförde den vid båda Stand-Up-showerna under tv-specialen 1968 och kom därefter att använda den som avslutningsnummer i nästan alla konserter han gav från 1969 fram till sin död 1977, varför den också förekommer på de allra flesta av hans liveskivor från 1970-talet, inklusive Aloha from Hawaii: Via Satellite från 1973.

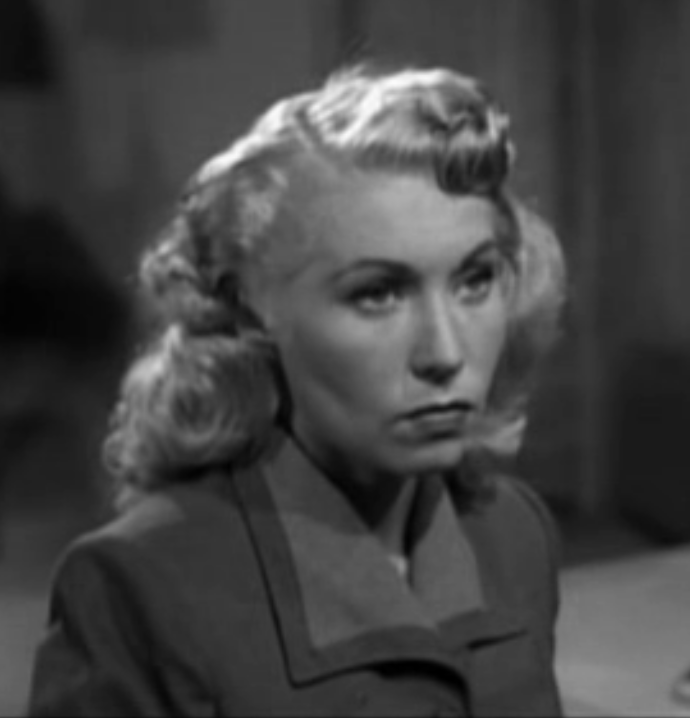
Dolores Fuller, som tillsammans med Ben Weisman och Fred Wise skrev "Rock-A-Hula Baby" samt den outnyttjade "Steppin' Out of Line", som inte kom med i filmen.

"Beach Boy Blues" var sessionens näst sista låt och det femte samt sista bidraget av låtskrivarparet Sid Tepper och Roy C. Bennett som spelades in under eftermiddagen den 23 mars. Efter ett inledande avbrutet försök spelade Elvis in skivversionen i en enda tagning och likaså filmversionen i en enda tagning. Låten förekommer i en scen där Elvis rollfigur hamnar i fängelse efter ett slagsmål. Det är en blues med lekfulla ordvändningar i texten, men frikopplad från sitt filmsammanhang framstår den som klichéartad. Versmelodin påminner om Frank Sinatras "No One Ever Tells You" från 1956, och Elvis tycks ha njutit av att sjunga de bluesiga partierna, även om han inte tog låten på alltför stort allvar.

"Rock-A-Hula Baby" var den sista låten som spelades in under sessionen, varefter man packade ihop och Elvis tillsammans med många av musikerna reste till Hawaii för välgörenhetskonserten – hans sista liveframträdande på åtta år. Låten hade skrivits av Ben Weisman i samarbete med partnern Fred Wise och Dolores Fuller. Elvis och musikerna hade uppenbart roligt vid inspelningen, som präglades av ett tillstånd likt ett vilt strandparty, eller som ett gäng barn på väg mot sommarlov. Den femte tagningen, något mindre manisk än de föregående, valdes som master.
I grunden var det en kuriosalåt, men samtidigt underhållande rock'n'roll med viss trovärdighet, och det enda egentliga inslaget av rock'n'roll på albumet. Den valdes ut till singel tillsammans med "Can't Help Falling in Love", nådde 23:e plats på Billboards singellista, och beskrevs av Billboard som "en fantastisk rytmisk rocklåt".

## Utgivning och marknadsföring

### Albumets placeringar
Albumet Blue Hawaii utkom den 20 oktober 1961. Det debuterade den 23 oktober 1961 på plats 75 på albumlistan The Billboard Top LP's i USA, som vid tiden omfattade 150 album. Den 11 december 1961, efter åtta veckor på listan, nådde det förstaplatsen, där det stannade i hela 20 veckor – ett rekord för en rockartist eller grupp som skulle stå sig till 1977. Totalt låg albumet kvar på listan i 79 veckor, ett och ett halvt år.
På Cashbox noterades albumet första gången den 21 oktober 1961, då det gick in på plats 34 på tidningens bästsäljarlista för både mono- och stereoutgåvor, som då omfattade 50 album. Den 18 november, efter fem veckor, nådde det förstaplatsen på monolistan, där det låg i 15 icke sammanhängande veckor. Totalt låg det 43 veckor på monolistan och 45 på stereolistan. I Storbritannien nådde albumet förstaplatsen på UK Albums Chart den 6 januari 1962. Efter sex veckor på plats två nådde den på nytt förstaplatsen den 24 februari och innehade den under ytterligare 17 av de totalt 71 veckor som den låg på listan.

### Singelutgivningen
Singeln "Can't Help Falling in Love" / "Rock-A-Hula Baby" utkom den 21 november 1961, en månad efter albumet. Skivbolaget RCA ville ge ut singeln i samband med filmens premiär. De hade stora förhoppningar på den och ville inte riskera att något annat bolag hann före med en cover – som i fallet med Joe Dowells version av Wooden Heart från filmen G.I. Blues, som snuvade Elvis på en potentiell hitsingel i USA. Elvis Presleys manager Tom Parker motsatte sig utgivningen av flera skäl. För det första låg "His Latest Flame" / "Little Sister" fortfarande på listorna, och en ny singel så tätt inpå riskerade att leda till intern konkurrens. För det andra var Good Luck Charm redan planerad som årets fjärde och sista singel. Och viktigast av allt: Parkers policy var att varje filmsingel skulle ges ut minst sex veckor före både filmen och soundtrackalbumet, eftersom risken annars var att publiken inte skulle köpa singeln om låten redan fanns på albumet.
RCA fick dock sin vilja igenom – men först efter att ha garanterat royaltyersättning motsvarande en miljon sålda exemplar. Singeln lanserades med "Rock-A-Hula Baby" (vilken marknadsfördes som Elvis twist-singel) som A-sida, men det blev snart balladen "Can't Help Falling in Love" som dominerade i radio. Den nådde andraplatsen på Billboard Hot 100 i USA, medan "Rock-A-Hula Baby" nådde plats 23. I Storbritannien toppade singeln UK Singles Chart i fyra veckor. Singeln sålde 1 200 000 exemplar bara i USA.
Utanför USA gavs också "No More" ut som singel, parad med olika andra låtar, däribland "Blue Hawaii", "Almost Always True", "Kiss Me Quick", "Lover Doll" och "Sentimental Me".

### Senare utgåvor av albumet
RCA gav ut albumets fjorton låtar på CD för första gången i april 1988. I april 1997 släpptes en remastrad och utökad version av albumet på CD. Denna utgåva innehöll, förutom originalalbumets 14 låtar, även åtta bonusspår.
I februari 2009 gav samlaretiketten Follow That Dream ut en dubbel-CD med originalalbumet, fem bonusspår och ett stort antal alternativa tagningar. I maj 2012 gav det brittiska bolaget Memphis Recording Service (MRS) ut en utökad utgåva av originalsoundtracket med många tidigare outgivna tagningar och alternativa versioner.
I mars 2023 utkom FTD på nytt med en box bestående av två böcker och fyra CD:ar under titeln "The Making of Blue Hawaii", innehållande originalalbumet tillsammans med allt bevarat material från inspelningarna till Blue Hawaii. I mars 2024 släpptes denna samling även utan böckerna under namnet "The Blue Hawaii Sessions".

### Skivomslaget
På omslagsbilden till Blue Hawaii poserar Elvis i hawaiiskjorta med blomstergirland runt halsen och en ukulele i händerna. Det var en tillrättalagd bild av en kommersiell underhållare, i skarp kontrast till omslaget till hans debutalbum från 1956, där han framställdes som en upprorisk ungdomsikon.

## Mottagande
I Cashbox Magazine framhölls att albumet, med sina 14 låtar och sitt hawaiianska tema, innehöll en blandning av gamla örhängen och nya låtar. Tidningen förutspådde att soundtracket, liksom föregångaren G.I. Blues, skulle nå toppen av försäljningslistorna. Recensionerna i pressen handlade ofta mer om filmen än om musiken, men Ali Sar i Valley News skrev att Elvis sjöng bra, och Howard Thompson i The New York Times lyfte särskilt fram "Beach Boy Blues" som en "charmig" låt.

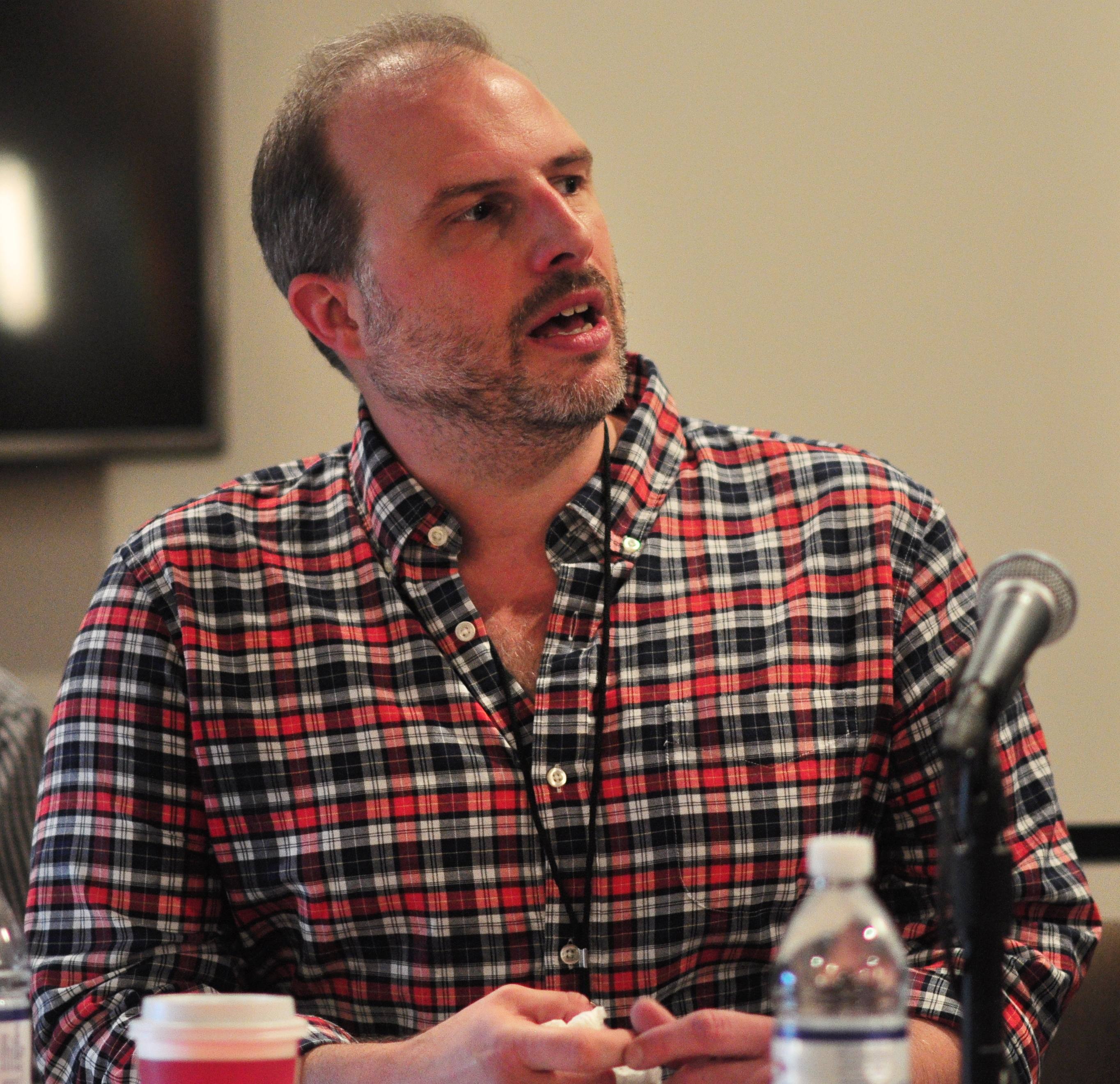
Stephen Thomas Erlewine, som menade att albumet innehöll höjdpunkter men att helheten tyngs av filmens krav på ett hawaiianskt tema.

I senare recensioner fick albumet ett blandat omdöme. Den amerikanske musikkritikern och musikjournalisten Stephen Thomas Erlewine, skrivande för Allmusic, menade att den stora succén för såväl filmen Blue Hawaii som dess soundtrack bidrog till att Elvis Presley därefter nästan helt övergick till att spela in filmer. Albumet Blue Hawaii levde dock enligt Erlewine inte musikaliskt upp till sin kommersiella framgång, med undantag för balladen "Can't Help Falling in Love", som enligt honom är så stark att den kan ge intrycket av att resten av albumet håller samma nivå. Visserligen innehåller skivan vissa höjdpunkter, såsom den drömska titelmelodin "Blue Hawaii", men helheten tyngs, enligt honom, av filmens krav på ett hawaiianskt tema. Flera av låtarna beskrev han som charmig, tidstypisk exotism, medan andra framstod som rena filmklichéer – dock framförda med större elegans än de egentligen förtjänade.
Musikskribenten Paul Simpson noterade att Blue Hawaii, med sina 20 veckor på förstaplatsen på Billboards försäljningslista, var det näst mest framgångsrika albumet under hela 1960-talet, endast överträffat av "West Side Story" (vars soundtrack däremot toppade stereolistan – som vid denna tid hade betydligt lägre försäljningssiffror än den dominerande monolistan). Simpson menade att materialet fortfarande är förföriskt medryckande, att Elvis stundtals sjunger magnifikt och framför till och med de mest bagatellartade låtarna väl. I likhet med de flesta recensenter menar Simpson att "Can't Help Falling in Love" ändå är i en klass för sig. Den brittiske musikskribenten Colin Larkin uttryckte en liknande hållning och menade att albumet, i likhet med många av Elvis soundtrackalbum, innehåller några verkliga pärlor omgivna av rena utfyllnadslåtar. Han beskrev "Can't Help Falling in Love" som Elvis främsta ballad.
Musikskribenten Shane Brown noterade också att albumet innehåller några bagatellartade nummer, men att det ändå låter fantastiskt från början till slut, och att "det inte är orimligt att säga att Elvis aldrig sjöng vackrare än han gör på balladerna här." Den kanadensiske musikjournalisten Darryl Sterdan, verksam på musikplattformen Tinnitist, beskrev den utökade cd-utgåvan från 1997 som en blandning av skräp och sådana hyfsade låtar som "Blue Hawaii" och "Rock-A-Hula Baby", samt storfavoriten "Can't Help Falling in Love".

## Försäljning
Redan under det första året sålde Blue Hawaii över en och en halv miljon exemplar i USA och två miljoner globalt. Albumet sålde dubbelt så mycket som föregångaren och storsäljaren G.I. Blues – och bortemot fem gånger så mycket som de tidigare studioalbumen Elvis Is Back! och Something for Everybody.
Två månader efter att albumet getts ut, den 21 december 1961, certifierades det guld av Recording Industry Association of America (RIAA) för en försäljning av över en halv miljon exemplar. Det följdes av både platina och dubbel platina vid den stora efterhandsregistreringen den 27 mars 1992, och den 30 juli 2002 certifierades det trippel platina för tre miljoner sålda exemplar i USA.

## Låtlistor
Blue Hawaii

### 1961 originalutgåva
| 1. | Blue Hawaii                | Leo Robin, Ralph Rainger                         | 22 mars 1961 | 2:35 |
| 2. | Almost Always True         | Ben Weisman, Fred Wise                           | 22 mars 1961 | 2:24 |
| 3. | Aloha 'Oe                  | Liliʻuokalani                                    | 21 mars 1961 | 1:54 |
| 4. | No More                    | Don Robertson, Hal Blair, Sebastián Yradier      | 21 mars 1961 | 2:22 |
| 5. | Can't Help Falling in Love | George David Weiss, Hugo Peretti, Luigi Creatore | 23 mars 1961 | 2:59 |
| 6. | Rock-A-Hula Baby           | Ben Weisman, Fred Wise, Dolores Fuller           | 23 mars 1961 | 1:58 |
| 7. | Moonlight Swim             | Ben Weisman, Sylvia Dee                          | 22 mars 1961 | 2:18 |

| 1.           | Ku-U-I-Po             | George David Weiss, Hugo Peretti, Luigi Creatore | 21 mars 1961 | 2:22  |
| 2.           | Ito Eats              | Sid Tepper, Roy C. Bennett                       | 22 mars 1961 | 1:25  |
| 3.           | Slicin' Sand          | Sid Tepper, Roy C. Bennett                       | 21 mars 1961 | 1:34  |
| 4.           | Hawaiian Sunset       | Sid Tepper, Roy C. Bennett                       | 21 mars 1961 | 2:30  |
| 5.           | Beach Boy Blues       | Sid Tepper, Roy C. Bennett                       | 23 mars 1961 | 2:00  |
| 6.           | Island of Love        | Sid Tepper, Roy C. Bennett                       | 22 mars 1961 | 2:40  |
| 7.           | Hawaiian Wedding Song | Al Hoffman, Charles E. King, Dick Manning        | 22 mars 1961 | 2:48  |
| Total längd: | Total längd:          | Total längd:                                     | Total längd: | 31:49 |

### 1997 nyutgåva på CD
| 1.           | Låtarna 1–14 är desamma som på originalutgåvan.           |                                                  |              |       |
| 15.          | Steppin' Out of Line (ursprungligen utgiven på Pot Luck.) | Ben Weisman, Fred Wise, Dolores Fuller           | 22 mars 1961 | 1:54  |
| 16.          | Can't Help Falling in Love (movie version)                | George David Weiss, Hugo Peretti, Luigi Creatore | 23 mars 1961 | 1:55  |
| 17.          | Slicin' Sand (alternate take 4)                           | Sid Tepper, Roy C. Bennett                       | 21 mars 1961 | 1:45  |
| 18.          | No More (alternate take 7)                                | Don Robertson, Hal Blair, Sebastián Yradier      | 21 mars 1961 | 2:35  |
| 19.          | Rock-A-Hula Baby (alternate take 1)                       | Ben Weisman, Fred Wise, Dolores Fuller           | 23 mars 1961 | 2:16  |
| 20.          | Beach Boy Blues (movie version)                           | Sid Tepper, Roy C. Bennett                       | 23 mars 1961 | 1:59  |
| 21.          | Steppin' Out of Line (movie version)                      | Ben Weisman, Fred Wise, Dolores Fuller           | 22 mars 1961 | 1:55  |
| 22.          | Blue Hawaii (alternate take 3)                            | Leo Robin, Ralph Rainger                         | 22 mars 1961 | 2:41  |
| Total längd: | Total längd:                                              | Total längd:                                     | Total längd: | 32:08 |

### 2009 FTD-utgåva
| 1.           | Blue Hawaii                                       | 2:37  |
| 2.           | Almost Always True                                | 2:24  |
| 3.           | Aloha Oe                                          | 1:55  |
| 4.           | No More                                           | 2:24  |
| 5.           | Can't Help Falling in Love                        | 3:04  |
| 6.           | Rock-A-Hula Baby                                  | 2:01  |
| 7.           | Moonlight Swim                                    | 2:22  |
| 8.           | Ku-U-I-Po                                         | 2:23  |
| 9.           | Ito Eats                                          | 1:25  |
| 10.          | Slicin' Sand                                      | 1:37  |
| 11.          | Hawaiian Sunset                                   | 2:35  |
| 12.          | Beach Boy Blues                                   | 2:05  |
| 13.          | Island of Love                                    | 2:41  |
| 14.          | Hawaiian Wedding Song New Bonus Tracks            | 2:53  |
| 15.          | Steppin' Out of Line (movie version)              | 1:56  |
| 16.          | Beach Boy Blues (movie version)                   | 1:59  |
| 17.          | Can't Help Falling in Love (movie version)        | 1:54  |
| 18.          | Moonlight Swim (undubbed master)                  | 2:25  |
| 19.          | Steppin' Out of Line (record version) First Takes | 1:57  |
| 20.          | Blue Hawaii (takes 1, 2, 3)                       | 3:54  |
| 21.          | Almost Always True (take 3)                       | 2:33  |
| 22.          | Aloha Oe ([section 2] take 1)                     | 1:20  |
| 23.          | No More (take 7)                                  | 2:36  |
| 24.          | Can't Help Falling in Love (take 13)              | 2:38  |
| 25.          | Rock-A-Hula Baby (takes 1, 2, 3)                  | 3:41  |
| 26.          | Moonlight Swim (take 2)                           | 2:38  |
| 27.          | Ku-U-I-Po (take 1)                                | 2:34  |
| 28.          | Ito Eats (takes 1, 2)                             | 2:36  |
| 29.          | Slicin' Sand (takes 1, 2, 3)                      | 2:59  |
| 30.          | Hawaiian Sunset (take 1)                          | 2:42  |
| 31.          | Island of Love (take 8)                           | 3:02  |
| 32.          | Hawaiian Wedding Song (take 1)                    | 3:00  |
| Total längd: | Total längd:                                      | 78:50 |

| 1.           | Hawaiian Sunset (take 2)                                     | 2:46  |
| 2.           | Hawaiian Sunset (takes 6, 3)                                 | 3:18  |
| 3.           | Aloha Oe ([section 2] take 6)                                | 1:19  |
| 4.           | Aloha Oe ([section 2] takes 7/5)                             | 0:55  |
| 5.           | Ku-U-I-Po (takes 2, 4, 5)                                    | 3:55  |
| 6.           | Ku-U-I-Po (takes 6, 7)                                       | 2:51  |
| 7.           | No More (takes 1, 2, 4, 8)                                   | 6:15  |
| 8.           | No More (takes 11, 15 [insert ending])                       | 3:16  |
| 9.           | Slicin' Sand (take 4)                                        | 1:43  |
| 10.          | Slicin' Sand (takes 5, 6, 7)                                 | 3:32  |
| 11.          | Slicin' Sand (takes 8, 13, 15, 16, 14)                       | 4:06  |
| 12.          | Blue Hawaii (takes 4, 5, 6)                                  | 4:39  |
| 13.          | Ito Eats (takes 4, 6, 5)                                     | 2:21  |
| 14.          | Island of Love (takes 1, 2, 4, 6)                            | 4:31  |
| 15.          | Island of Love (takes 7, 9)                                  | 3:16  |
| 16.          | Steppin' Out of Line ([movie version] takes 4, 5, 7/8)       | 3:22  |
| 17.          | Steppin' Out of Line ([record version] takes 10, 11, 16, 15) | 4:08  |
| 18.          | Steppin' Out of Line ([tag for movie] takes 18/19)           | 1:15  |
| 19.          | Always Almost True (takes 2, 4, 5)                           | 5:11  |
| 20.          | Almost Always True (takes 7, 6)                              | 2:52  |
| 21.          | Moonlight Swim (takes 1, 4)                                  | 3:54  |
| 22.          | Can't Help Falling in Love (takes 14, 15, 16)                | 3:08  |
| 23.          | Can't Help Falling in Love (takes 17, 19, 20, 21, 22, 24)    | 4:27  |
| 24.          | Can't Help Falling in Love (takes 25, 26)                    | 2:15  |
| Total längd: | Total längd:                                                 | 79:15 |

### 2012 MRS-utgåva
| 1.  | Blue Hawaii (Take 1fs Take 7m)                            | 3:23 |
| 2.  | Almost Always True (Take 1fs Take 8m)                     | 3:41 |
| 3.  | Aloha Oe (Take 4fs & Spm)                                 | 2:07 |
| 4.  | No More (Take 1fs Take 13m)                               | 2:22 |
| 5.  | Can't Help Falling in Love (Take 27fs Take 28fs Take 29m) | 3:09 |
| 6.  | Rock-A-Hula Baby (Take 4fs Take 5m)                       | 3:01 |
| 7.  | Moonlight Swim (Take 3m)                                  | 2:29 |
| 8.  | Ku-U-I-Po (Take 8lfs Take 9m)                             | 3:38 |
| 9.  | Ito Eats (Take 6fs Take 7fs Take8fs Take 9m)              | 2:32 |
| 10. | Slicin' Sand (Take 18lfs Take 19m)                        | 1:51 |
| 11. | Hawaiian Sunset (Master)                                  | 2:31 |
| 12. | Beach Boy Blues (Take 1fs Take 2m)                        | 3:01 |
| 13. | Island of Love (Take 11fs Take 12fs Take 13m)             | 3:33 |
| 14. | Hawaiian Wedding Song (Take 2m) The Alternate Outtakes    | 2:58 |
| 15. | No More (Take 3lfs)                                       | 1:37 |
| 16. | No More (Take 9)                                          | 2:35 |
| 17. | Rock-A-Hula Baby (Take 1fs)                               | 0:58 |

| Nr           | Titel                                                            | Längd |
| ------------ | ---------------------------------------------------------------- | ----- |
| 18.          | Ito Eats (Take 1mm Take 3fs)                                     | 1:28  |
| 19.          | Slicin' Sand (Take 15fs Take 16fs Take 17)                       | 3:17  |
| 20.          | Beach Boy Blues (Take 3mm)                                       | 2:05  |
| 21.          | Island of Love (Take 3fs, Take 5fs, Take 10fs)                   | 1:36  |
| 22.          | Aloha Oe (Take 2)                                                | 1:00  |
| 23.          | Aloha Oe (Take 3)                                                | 1:00  |
| 24.          | Aloha Oe (Take 5spm)                                             | 1:19  |
| 25.          | Aloha Oe (Take 7spm)                                             | 0:55  |
| 26.          | Aloha Oe (Master Of Section 2)                                   | 0:45  |
| 27.          | Can't Help Falling in Love (Take 1fs Take 2fs Take 3fs Take 4fs) | 1:45  |
| 28.          | Can't Help Falling in Love (Take 5lsf)                           | 2:08  |
| 29.          | Can't Help Falling in Love (Take 6fs, Take 7fs)                  | 1:39  |
| 30.          | Can't Help Falling in Love (Take 8lfs)                           | 1:40  |
| 31.          | Can't Help Falling in Love (Take 9)                              | 2:16  |
| 32.          | Can't Help Falling in Love (Take 10fs Take 11fs Take 12fs)       | 1:45  |
| 33.          | Can't Help Falling in Love (Take 18fs Take 23mm)                 | 2:14  |
| Total längd: | Total längd:                                                     | 72:18 |

## Medverkande
Uppgifterna, hämtade från Keith Flynn och Ernst Jørgensen, avser inspelningar gjorda i Radio Recorders studio B i Hollywood, Kalifornien, den 21–23 mars 1961.

- Elvis Presley – sång.
- Scotty Moore – gitarr.
- Hilmer J. "Tiny" Timbrell – gitarr.
- Hank Garland – gitarr.
- Bob Moore – bas.
- D. J. Fontana – trummor.
- Hal Blaine – trummor.
- Bernie Mattinson – trummor.
- Dudley Brooks – piano och celesta.
- Floyd Cramer – piano.
- Homer "Boots" Randolph – saxofon.
- Bernie Lewis – ukulele.
- Fred Tavares – ukulele.
- Alvino Rey – hawaiigitarr.
- George Fields – munspel.
- The Jordanaires (Gordon Stoker, Neal Matthews, Hoyt Hawkins och Ray Walker) – bakgrundssång.
- The Surfers (Pat Sylva, Bernie Ching, Clay Naluai, Al Naluai) – bakgrundssång.
- Joseph Lilley – musikproducent för Paramount.
- Thorne Nogar – ljudtekniker.

## Certifikat

## Topplistor
|  |

|  |

|  |

|  |

| Lista (1961–1962)                | Högsta position |
| Storbritannien (UK Albums Chart) | 1               |
| USA Billboard Top LP's           | 1               |
| USA Cash Box Top 50 Albums       | 1               |

| Område                | Certifiering | Försäljning |
| Kanada (Music Canada) | Guld         | 50 000      |
| USA (RIAA)            | 3 × Platina  | 3 000       |